# Rheotanytarsus montanus
Rheotanytarsus montanus är en tvåvingeart som beskrevs av Lehmann 1979. Rheotanytarsus montanus ingår i släktet Rheotanytarsus och familjen fjädermyggor.
Artens utbredningsområde är Kongo. Inga underarter finns listade i Catalogue of Life.